# Музичко школство у Србији
Музичко школство (енгл. music еducation) у Србији представља актуелни пресек стања деловања свих музичко-образовних установа специјализованих да препознају и припремају надарену децу (младе) за стицање знања, појмова и умећа из области музике, уз систематичну и континуирану наставу (обуку) од стране стручног наставног кадра, а све то им омогућава даље музичко школовање и напредовање, ако то желе. 

## Нивои музичко-образовних установа
Музичко школство у Србији (слично је стање и у земљама бивше Југославије) има четири основна нивоа музичко-образовних установа и то су:
1. Припремна музичка школа
  - Музички вртић
  - Припремни разред
2. Основна музичка школа
3. Средња музичка школа
4. Музички факултет, академија или универзитет

Упису ученика у било који од поменутих нивоа претходи провера музичких способности - пријемни испит (аудиција).

## Врсте образовних установа
Музичко-образовне установе могу бити: 
- државне или приватне
- самосталне или при некој другој образовној установи или институцији
- за слепу и слабовиду децу
- за децу ометену у развоју